# Powiat lwówecki
Powiat lwówecki – powiat w Polsce, położony w zachodniej części województwa dolnośląskiego. Jego siedzibą jest miasto Lwówek Śląski.

## Podział administracyjny
Powiat lwówecki powstał 1 stycznia 1999 roku wskutek reformy administracyjnej, której jednym z aspektów było wprowadzenie powiatów jako drugiego szczebla administracji, pomiędzy województwami i gminami.
Został stworzony z części znoszonego województwa jeleniogórskiego. Terytorium powiatu zostało określone w kształcie zbliżonym do tego, jaki posiadał on przed swoją likwidacją w 1975 roku. W jego skład weszły sołectwa Giebułtów i Karłowiec, które należały wówczas do gminy Leśna w powiecie lubańskim; z drugiej strony, powiat stracił na jego rzecz w 1999 roku miasto Świeradów-Zdrój.
Z powiatem lwóweckim graniczą jednostki:
- powiat bolesławiecki od północy,
- powiat złotoryjski od wschodu,
- powiat karkonoski od południowego wschodu,
- powiat lubański od zachodu.

Ponadto, powiat graniczy od południowego zachodu z krajem libereckim w Czechach.
W skład powiatu wchodzi 5 gmin miejsko-wiejskich. Na jego terenie położonych jest pięć miast: Gryfów Śląski, Lubomierz, Lwówek Śląski, Mirsk oraz Wleń.
| Gmina   | Gmina           | Gmina | Gmina         | Pow. (2025) | Ludność (2024) | Siedziba      |
| TERYT   | Typ             | Nazwa | Nazwa         | Pow. (2025) | Ludność (2024) | Siedziba      |
| ------- | --------------- | ----- | ------------- | ----------- | -------------- | ------------- |
| 0212013 | miejsko-wiejska |       | Gryfów Śląski | 66,66       | 9036           | Gryfów Śląski |
| 0212023 | miejsko-wiejska |       | Lubomierz     | 130,34      | 5589           | Lubomierz     |
| 0212033 | miejsko-wiejska |       | Lwówek Śląski | 240,14      | 15 907         | Lwówek Śląski |
| 0212043 | miejsko-wiejska |       | Mirsk         | 186,53      | 8067           | Mirsk         |
| 0212053 | miejsko-wiejska |       | Wleń          | 86,00       | 3866           | Wleń          |

W historii powiatu doszło do pięciu nieudanych prób zmiany jego granic:
- w 2009 roku, władze gminy Gryfów Śląski złożyły wniosek o włączenie jej w granice powiatu lubańskiego[12];
- samorząd miasta Świeradowa-Zdroju w powiecie lubańskim składał wnioski o powiększenie jego obszaru kosztem gminy Mirsk w 2004, 2005, 2006[13] oraz 2013 roku[14].

## Pokrycie terenu
Powiat lwówecki według danych z 2025 roku zajmował powierzchnię 709,67 km², co stanowiło 3,6% powierzchni województwa dolnośląskiego.  Pod względem powierzchni zajął 14. lokatę spośród 26 powiatów w województwie oraz 216. miejsce wśród 314 powiatów Polski. Największą część powierzchni powiatu zajmowały grunty rolne (58,8%) oraz leśne (35,2%). Zabudowanych i zurbanizowanych było 4,8% terenów, zaś pod wodami znajdowało się ich 1,1%.
|  |

## Demografia
Według stanu z 31 grudnia 2024 roku w powiecie lwóweckim zamieszkiwało 42 465 mieszkańców: 21 762 kobiety (51,2% ludności) i 20 703 mężczyzn (48,8%), czyli 1,5% ludności województwa dolnośląskiego. Gęstość zaludnienia w powiecie wyniosła 60 osób na km². Pod względem ludności powiat lwówecki zajął w 2024 roku 21. miejsce spośród 26 powiatów w województwie oraz 260. lokatę wśród 314 powiatów Polski.
Wskaźnik urbanizacji wyniósł 49,4%; w miastach w tym dniu mieszkały 20 963 osoby, zaś na wsi 21 502 osoby.
|  |

|  |  |

## Gospodarka
W końcu listopada 2019 liczba zarejestrowanych bezrobotnych w powiecie obejmowała ok. 1,5 tys. mieszkańców, co stanowi stopę bezrobocia na poziomie 10,8% do aktywnych zawodowo.

## Starostowie lwóweccy
Na podstawie źródła:
- Bogusław Szeffs (12 listopada 1998 – 21 listopada 2002)
- Henryk Kulesza (21 listopada 2002 – 4 grudnia 2006)
- Artur Zych (4 grudnia 2006 – 20 grudnia 2010)
- Józef Mrówka (20 grudnia 2010 – 19 grudnia 2014)
- Marcin Fluder (19 grudnia 2014 – 17 listopada 2018)
- Daniel Koko (17 listopada 2018 – 6 maja 2024)
- Małgorzata Szczepańska (od 6 maja 2024)[20]

## Transport

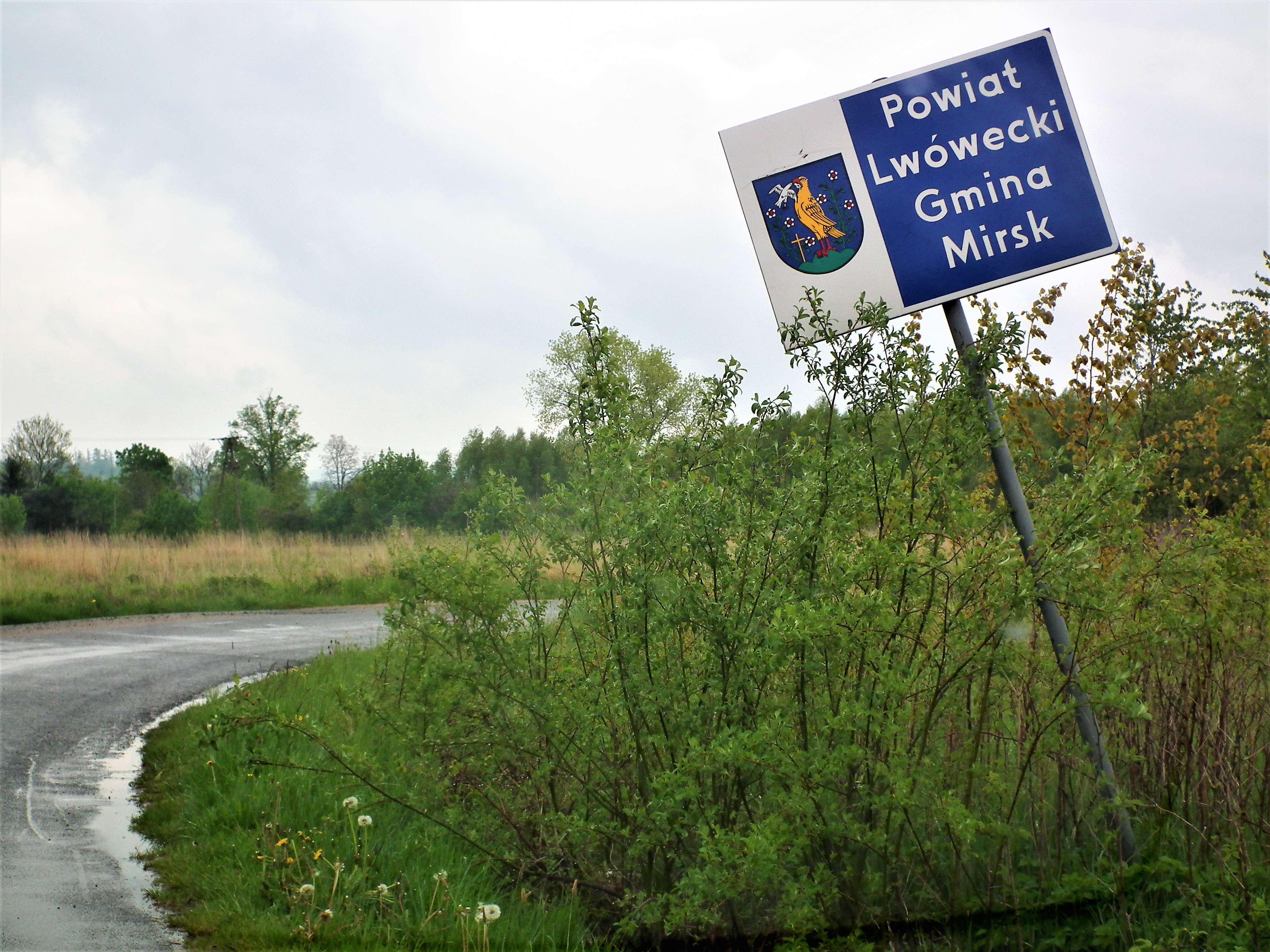
Tablica informacyjna przy wjeździe na teren powiatu

### Transport drogowy
Przez obszar powiatu prowadzą:
- 30 (łącząca Zgorzelec (A4) (DK94) z Jelenią Górą (DK3) – obwodnica),
- 297 (łącząca drogę ekspresową S3 z autostradami A18 i A4 oraz drogami krajowymi nr 12 i 30),
- 358 (łącząca DW357 we Włosieniu z DW361 w Świeradowie-Zdroju),
- 360 (łącząca DK30 w Gryfowie Śląskim z Giebułtowem i Czechami),
- 361 (łącząca DK30 w Radoniowie z Mirskiem, Świeradowem-Zdrój i Czechami),
- 364 (łącząca DK3 i DK94 w Legnicy z DK30 w Gryfowie Śląskim).

### Transport kolejowy
Przez powiat prowadzą linie kolejowe 274, 283 oraz nieczynne linie 284, 317. 318, 336. Powiat lwówecki posiada bezpośrednie połączenie kolejowe z takimi miastami jak: Bolesławiec, Iłowa, Jelenia Góra, Lubań, Nowogrodziec, Nowogród Bobrzański, Olszyna, Zielona Góra, Zgorzelec, Żary.

## Partnerskie jednostki administracyjne
Powiat lwówecki posiada sześć partnerskich jednostek administracyjnych: trzy z Ukrainy i po jednej z Czech, Niemiec i Polski.
| Powiat                   | Państwo | Data rozpoczęcia współpracy |
| ------------------------ | ------- | --------------------------- |
| Rejon stryjski           | Ukraina | 2005                        |
| Mikroregion Frydlancki   | Czechy  | 11 stycznia 2005            |
| Landkreis Leipziger Land | Niemcy  | 25 maja 2005                |
| Powiat hrubieszowski     | Polska  | 29 stycznia 2009            |
| Rejon halicki            | Ukraina | 28 stycznia 2012            |
| Rejon gródecki           | Ukraina | b.d.                        |

Oprócz współpracy na szczeblu powiatowym powiat lwówecki prowadzi także współpracę partnerską z trzema miastami.
| Miasto | Państwo  | Data rozpoczęcia współpracy |
| ------ | -------- | --------------------------- |
| Hnúšťa | Słowacja | czerwiec 2010               |
| Surzur | Francja  | 17 września 2010            |
| Žacléř | Czechy   | 29 stycznia 2011            |